# Bärenbrücker Höhe
Die Bärenbrücker Höhe ist eine künstlich erschaffene Erhebung zwischen den Orten Bärenbrück und Neuendorf. Sie entstand ab den 1970er Jahren durch Verkippung des Abraums der Tagebaue Jänschwalde und Cottbus-Nord.
Zur Rekultivierung wurden ab 1975 auf einer Fläche von 440 Hektar ca. vier Millionen Sträucher und Bäume angepflanzt.

## Bilder

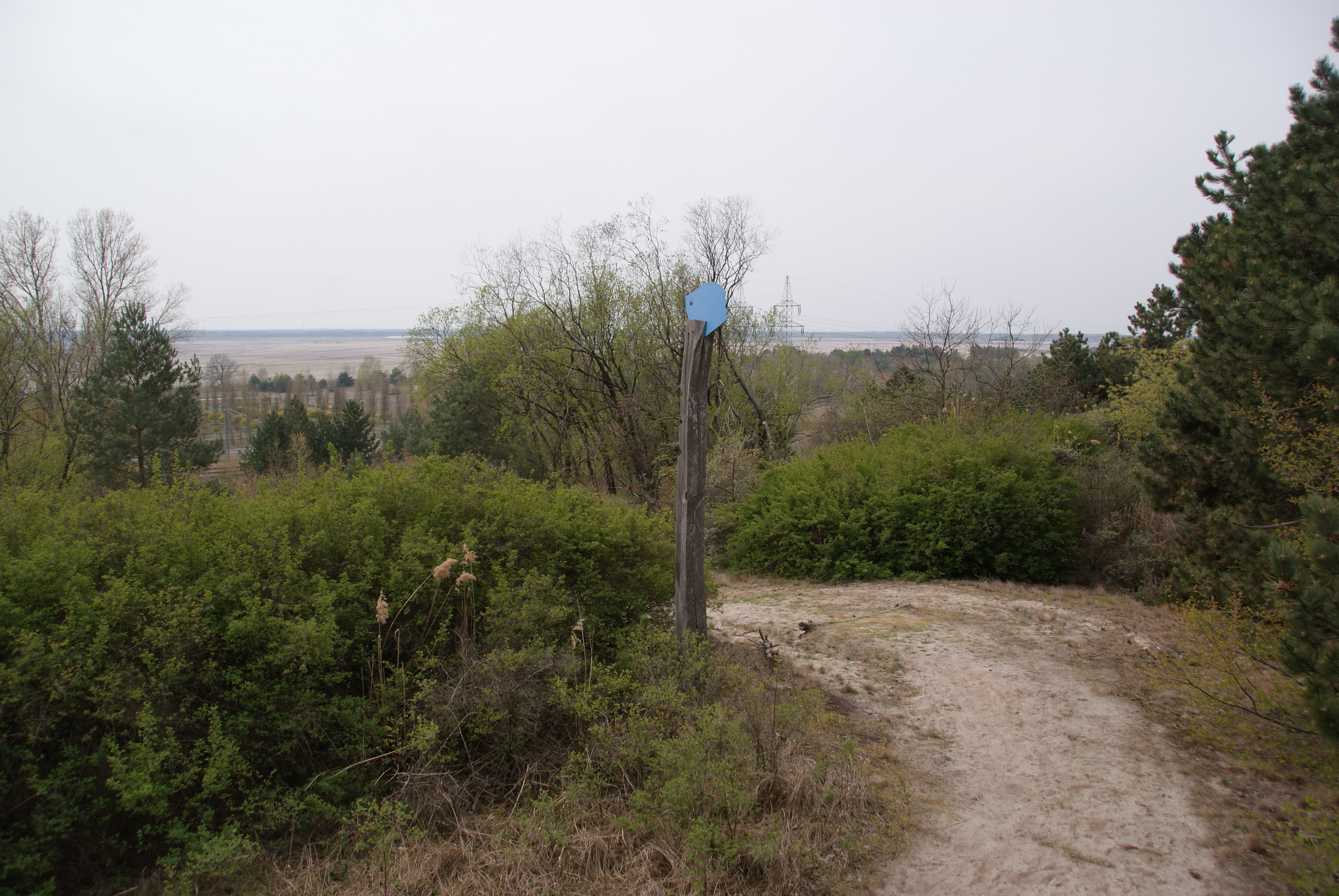
Bärenbrücker Höhe, Aussichtspunkt, Blick nach Süd-Südwest